# Rechtsform
Die Rechtsform ist der durch Gesetze zwingend vorgeschriebene rechtliche Rahmen von Gesellschaften, mit dem einige gesetzlich vorgegebene Strukturmerkmale verbunden sind und mit dem Gesellschaften am Wirtschaftsleben teilnehmen.
Der Begriff Rechtsform wird im Gesetz zwar gebraucht (§ 125a Handelsgesetzbuch (HGB), sehr häufig im Umwandlungsgesetz UmwG), eine Legaldefinition gibt es indes nicht. Mit einer Rechtsform verbindet das Gesetz national wie international unterschiedliche Grundstrukturen hinsichtlich bestimmter Mitgliedschafts- und Haftungsformen. Es steht ein geschlossener Katalog von Rechtsformen zur Verfügung (Typenzwang), der nicht beliebig erweitert werden kann. Es ist daher nicht möglich, eine neue Rechtsform zu konstruieren und mit dieser am Markt aufzutreten. Allerdings bietet das Gesetz Spielraum für eine individuelle Gestaltung der gesetzlich vorgegebenen Grundstrukturen. Dieser Spielraum erlaubt Mischformen (wie die GmbH & Co. KG oder die AG & Co. KGaA). Bereits im Januar 1986 hatte der Europäische Gerichtshof (EuGH) die Möglichkeit eingeräumt, die geeignete Rechtsform für die Ausübung der Tätigkeiten in einem anderen Mitgliedstaat frei zu wählen.
Im September 2003 entschied der EuGH schließlich, dass die in einem EU-Mitgliedstaat gegründete Rechtsform in einem anderen EU-Staat anerkannt werden muss, wenn sie dorthin ihren Sitz verlegt. So gelangen ausländische Rechtsformen nur über den Weg der Sitzverlegung auch nach Deutschland und umgekehrt.
Der Mindestinhalt des Gesellschaftsvertrages erfasst nicht die Einigung über die Rechtsform als OHG, KG oder BGB-Gesellschaft. Das folgt aus dem Rechtsformzwang bei Personengesellschaften nach § 105 Abs. 1 und § 161 Abs. 1 HGB. Bei Kapitalgesellschaften ist hingegen die Rechtsform bereits Teil des Mindestinhalts (§ 23 Abs. 3 AktG, § 3).

## Rechtsformwahl
Wer ein Unternehmen gründet, muss sich zunächst für eine Rechtsform entscheiden. Die Rechtsformwahl ist ein typisch betriebswirtschaftliches Entscheidungsproblem, weil sich aus den unterschiedlichen Merkmalsausprägungen einzelner Rechtsformen weitreichende betriebswirtschaftliche Konsequenzen ergeben können. Die Wahl der Rechtsform wirkt sich auf mitgliedschafts- und haftungsrechtliche sowie steuerliche Überlegungen aus. Hierzu gehören die Haftung der Gesellschafter und deren Recht zur Geschäftsführung, Betriebsgröße, Kapitalbedarf, Börsenfähigkeit, Aufnahme neuer Mitgesellschafter, Rechnungslegung, Publizitätspflichten, Mitbestimmungs- (ausgeschlossen bei OHG und KG), Konzern- (AG und SE als europaweite Holding) oder gewerberechtliche Fragen als Entscheidungskriterien. Während bei Personengesellschaften mindestens ein Gesellschafter auch mit seinem gesamten privaten Vermögen für die Verbindlichkeiten der Gesellschaft haftet (Ausnahme: GmbH & Co. KG), ist die Haftung bei Kapitalgesellschaften begrenzt (z. B. auf die jeweiligen Einlagen der Gesellschafter). Wird eine natürliche Person unternehmerisch tätig, so haftet sie mit ihrem Gesamtvermögen. Es können jedoch auch Ein-Personen-GmbHs gegründet werden, in denen ein Gesellschafter alle Anteile besitzt.
In den einzelnen Staaten gibt es aus Gründen der Rechtssicherheit und des Gläubigerschutzes einen geschlossenen Katalog von möglichen Rechtsformen, unter denen der Gründer sich für eine entscheiden kann. Die gesetzlich vorgesehenen Rechtsformen besitzen einen Rechtsrahmen, an den sich ein Gründer bei der Errichtung des Gesellschaftsvertrages orientieren muss (Rechtsformzwang).
Diese Rechtsformwahl ist bei bestimmten Geschäftstätigkeiten allerdings gesetzlich eingeschränkt. Eine bestimmte Rechtsform ist vorgeschrieben bei Versicherungsgesellschaften (nur in der Rechtsform der AG, VvAG, SE oder Anstalten des öffentlichen Rechts und Körperschaften des öffentlichen Rechts; § 8 Abs. 2 VAG), für private Bausparkassen (AG; § 2 Abs. 1 BauSparkG); bei Pfandbriefbanken hielt man die bisher einschränkende Vorgabe einer zulässigen Rechtsform (AG und KGaA für Hypothekenbanken) für nicht mehr erforderlich. Kapitalanlagegesellschaften dürfen nur in der Rechtsform geführt werden, die das Kapitalanlagegesetzbuch zulässt (z. B. §§ 18, 140 und 149 KAGB). Nach § 2a Abs. 1 KWG ist für Kreditinstitute im Sinne des § 1 Abs. 1 KWG lediglich die Rechtsform des Einzelkaufmannes ausgeschlossen, alle übrigen Rechtsformen sind zulässig (OHG und KG nennen sich „Privatbankiers“, AG und KGaA „Aktienbanken“). Nach § 340a HGB müssen jedoch alle Kreditinstitute, auch wenn sie nicht in der Rechtsform einer AG betrieben werden, ihren Jahresabschluss nach den Vorschriften für große Kapitalgesellschaften aufstellen.

## Arten
In Deutschland sind 14 Rechtsformen (ohne Mischformen) zulässig. Jeder Zusammenschluss von natürlichen Personen zu einer Gesellschaft löst eine Entscheidung auch über deren Rechtsform aus. In Deutschland und international wird generell zwischen Rechtsformen des Privatrechts (private law) und öffentlichen Rechtsformen (public law) unterschieden.
- Im Privatrecht gibt es die Personen- und Kapitalgesellschaften. Zu den Personengesellschaften gehören Verein, GbR, OHG, KG, Partnerschaft und EWIV. Kapitalgesellschaften sind die AG, KGaA, GmbH oder UG und SE.
- Das öffentliche Recht kennt Regiebetriebe (die ursprünglichste Rechtsform der öffentlichen Hand), Eigenbetriebe (Rechtsform ist in den Eigenbetriebs-VO geregelt), Anstalten des öffentlichen Rechts, Körperschaften des öffentlichen Rechts und die öffentliche Stiftung. Sie werden nicht wie die Rechtsformen des Privatrechts durch einen Gesellschaftsvertrag gegründet, sondern kraft Gesetzes oder Satzung.

## Änderung der Rechtsform
Die einmal gewählte Rechtsform muss nicht auf Dauer beibehalten werden. Man unterscheidet den Rechtsformwechsel kraft Gesetzes und die Umwandlung.
- Kraft Gesetzes gibt es folgende Rechtsformänderungen:[8]
  - Eine BGB-Gesellschaft wird kraft Gesetzes zur OHG, sobald sie ein Handelsgewerbe beginnt (§ 105 Abs. 1 HGB), umgekehrt werden OHG und KG zur BGB-Gesellschaft, wenn sie ihr Handelsgewerbe aufgeben.
  - Die OHG wird zur KG, wenn für mindestens einen Gesellschafter eine Haftungsbeschränkung eingetragen wird (§ 161 Abs. 1 HGB), umgekehrt wird die KG zur OHG, wenn der einzige Kommanditist ausscheidet und mindestens zwei unbeschränkt haftende Gesellschafter die Gesellschaft fortsetzen.[9]
- Rechtsformwechsel nach Umwandlungsgesetz:

Bereits bestehende Unternehmen einer bestimmten Rechtsform können diese im Rahmen des Umwandlungsgesetzes nachträglich ändern. Die Umwandlung stellt insoweit einen Rechtsformwechsel dar, der zu den Umwandlungen ohne Vermögensübertragung gehört. Die betreffenden Rechtsträger bestehen identitätswahrend fort (§§ 190 bis 304 UmwG), ein Rechtsträger kann nach § 190 Abs. 1 UmwG durch Formwechsel eine andere Rechtsform erhalten. Dabei sieht das Umwandlungsrecht strenge Rechtsformwechsel vor; so darf nach § 258 Abs. 1 UmwG die eingetragene Genossenschaft nur die Rechtsform einer Kapitalgesellschaft erlangen.

## Rechtsformen international
Auch die Rechtsordnungen anderer Staaten kennen Rechtsformen, in denen die dort ansässigen Unternehmen geführt werden können. Teilweise sind ausländische Rechtsformen den deutschen ähnlich, allerdings gibt es auch erhebliche Abweichungen. In Österreich und der Schweiz sind die Rechtsformen den deutschen sehr ähnlich. Die häufigste Rechtsform in Großbritannien ist die Limited, von der es als Unterarten die der GmbH sehr ähnlichen Private Limited Company by Shares (Ltd.) und die der AG ähnelnden Public Limited Company (plc) gibt. Einzelunternehmen heißen Sole Proprietorship, OHGs heißen Partnership. In den USA ist die häufigste Rechtsform die dem Einzelunternehmen entsprechende Sole Proprietorship, gefolgt von der Limited Partnership und der Limited Liability Company (LLC) als Pendant zur GmbH und die Corporation (Corp.) als AG.

### Europa

#### Europäische Union
Auf Ebene der Europäischen Union sind folgende Rechtsformen geregelt, die in allen Ländern der EU genutzt werden können:
- Personengesellschaften:
  - Europäische wirtschaftliche Interessenvereinigung (EWIV) (Verordnung (EWG) Nr. 2137/85)
- Juristische Person des Privatrechts:
  - Europäische Aktiengesellschaft (SE) (Verordnung (EG) Nr. 2157/2001)
  - Europäische Genossenschaft (SCE) (Verordnung (EG) Nr. 1435/2003)
- Juristische Person des öffentlichen Rechts:
  - Europäischer Verbund für territoriale Zusammenarbeit (EVTZ) (Verordnung (EG) Nr. 1082/2006)

##### Deutschland
Im Jahre 2012 lag dem Statistischen Bundesamt zufolge der Anteil der Kapitalgesellschaften an allen Rechtsformen bei 16,4 % (davon 96 % GmbH, 1,5 % AG), Personengesellschaften bei 13,0 % (davon 48,2 % BGB-Gesellschaft, 30,9 % GmbH & Co. KG).
In Deutschland gibt es folgende Rechtsformen, die sich nach ihren Vorschriften zur Gründung und Leitung teilweise stark unterscheiden:
- Einzelunternehmen:
  - Eingetragener Kaufmann / Eingetragene Kauffrau (e. K., e. Kfm. oder e. Kffr.)

- Personengesellschaften:
  - Nicht eingetragener Verein (§§ 21–54 BGB)
  - Gesellschaft bürgerlichen Rechts (GbR) (§§ 705 ff. BGB)
  - Offene Handelsgesellschaft (OHG) (§§ 105 ff. HGB), darunter auch OHG mbH, GmbH & Co. OHG und AG & Co. OHG
  - Partnerschaftsgesellschaft (PartG) (§§ 1 ff. PartGG)
    - Partnerschaftsgesellschaft mit beschränkter Berufshaftung (PartG mbB) (§ 8 PartGG)

  - Partenreederei (§ 489 HGB)
  - Kommanditgesellschaft (KG) (§§ 161 ff. HGB), darunter auch GmbH & Co. KG, UG (haftungsbeschränkt) & Co. KG, AG & Co. KG, KGaA & Co. KG und Stiftung & Co. KG

- Juristische Person des Privatrechts:
  - Eingetragener Verein (e. V.) (§§ 21, 55 BGB)
  - Wirtschaftlicher Verein (§ 22 BGB)
  - Versicherungsverein auf Gegenseitigkeit (VVaG) (§§ 171 ff. VAG)
  - Gesellschaft mit beschränkter Haftung (GmbH) (§ 13 GmbHG), darunter:
    - Unternehmergesellschaft (haftungsbeschränkt) (UG (haftungsbeschränkt))
    - Gemeinnützige Gesellschaft mit beschränkter Haftung (gGmbH)
    - Gemeinnützige Unternehmergesellschaft (haftungsbeschränkt) (gUG (haftungsbeschränkt))

  - Kommanditgesellschaft auf Aktien (KGaA) (§§ 278 ff. AktG), darunter auch GmbH & Co. KGaA, AG & Co. KGaA und Stiftung & Co. KGaA
  - Aktiengesellschaft (AG) (§ 1 Abs. 1 Satz 1 AktG), darunter:
    - Gemeinnützige Aktiengesellschaft (gAG)
    - Investmentaktiengesellschaft (InvAG)
    - REIT-Aktiengesellschaft (REIT-AG)

  - Eingetragene Genossenschaft (eG) (§ 17 Abs. 1 GenG)
  - Stiftung des privaten Rechts (§§ 80 ff. BGB)
  - Altrechtlicher Verein
  - Juristische Person alten hamburgischen Rechts (eigentümerlos, heute ist nur noch die HASPA Finanzholding so organisiert)

- Juristische Person des öffentlichen Rechts:
  - Körperschaft des öffentlichen Rechts (KdöR), darunter:
    - Gebietskörperschaften (Bund, Länder, Kreise, Gemeinden)
    - Zweckverbände
    - Realkörperschaften (Wasser- und Bodenverbände, Jagdgenossenschaften, Fischereigenossenschaften, Teilnehmergemeinschaften)
    - Sozialversicherungsträger
    - (staatliche) Hochschulen
    - Berufsständische Körperschaften (Kammern)
    - Öffentlich-rechtliche Religionsgesellschaften (Art. 140 GG i. V m. Art. 137 Abs. 5 WRV)
    - Forstbetriebsverbände (§§ 21 ff. BWaldG)
    - Lotsenbrüderschaften
    - Börsen
    - Deutschlandradio

  - Anstalt des öffentlichen Rechts (AdöR), darunter:
    - Landesrundfunkanstalten
    - Sparkassen
    - Studierendenwerke
    - manche Kommunalunternehmen

  - Stiftung des öffentlichen Rechts

- Kirchen nehmen in Deutschland einen Sonderstatus ein. Die verfassten Kirchen sind nach Art. 140 GG in Verbindung mit Art. 137 Abs. 5 Weimarer Reichsverfassung als Körperschaften des öffentlichen Rechts organisiert, die jedoch wegen der Trennung von Kirche und Staat nicht der Hierarchie weltlicher Körperschaften angehören, sondern einen eigenständigen kirchenrechtlichen Status besitzen. Dadurch entziehen sich die kirchlichen Körperschaften dem öffentlichen Recht und damit der verwaltungsrechtlichen Staatsaufsicht.

- Weitere Rechtsformen (keine juristische Personen) des öffentlichen Rechts:
  - Regiebetrieb
  - Eigenbetrieb

Eine Sonderform von juristischen Personen nehmen Gewerkschaften und Politische Parteien ein, sofern sie keine eingetragenen Vereine sind. Sie gelten dennoch als rechtsfähig.
Als noch im 20. Jahrhundert tätige (heute übergeleitete) Rechtsformen sind noch zu nennen:
- Kolonialgesellschaft nach deutschem Schutzgebietsrecht
- Bergrechtliche Gewerkschaft nach preußischem oder deutschem Recht

##### Österreich
In Österreich gibt es folgende Rechtsformen:
- Einzelunternehmen:
  - Einzelunternehmer
  - eingetragener Einzelunternehmer (e.U.)

- Personengesellschaften:
  - Gesellschaft nach bürgerlichem Recht (GesnbR, GesbR, GbR) (§§ 1175 ff. ABGB)
  - Offene Gesellschaft (OG) (§§ 105–160 UGB)
  - Kommanditgesellschaft (KG, GmbH & Co KG, AG & Co KG) (§§ 161–177 UGB)
  - Stille Gesellschaft (StG, hat kein Rechtsformkürzel, da ohne öffentlichen Auftritt) (§§ 178–188 UGB)
  - Offene Handelsgesellschaft (OHG, bis 31. Dezember 2006)
  - Offene Erwerbsgesellschaft (OEG, bis 31. Dezember 2006)
  - Kommanditerwerbsgesellschaft (KEG, bis 31. Dezember 2006)

- Juristische Person des Privatrechts:
  - Aktiengesellschaft (AG)
  - Gesellschaft mit beschränkter Haftung (GesmbH, GmbH)
  - Genossenschaft
  - Verein
  - Stiftung
    - Stiftung nach dem Bundes-Stiftungs- und Fondsgesetz (per Gesetz immer gemeinnützig)
    - Stiftung nach einem der 9 Landes-Stiftungs- und Fondsgesetze (per Gesetz immer gemeinnützig)
    - Privatstiftung (fast ausschließlich eigennützig, nur geringer Prozentsatz ist gemeinnützig)

- Juristische Person des öffentlichen Rechts:
  - Anstalt des öffentlichen Rechts (z. B. Geologische Bundesanstalt)
  - Stiftung des öffentlichen Rechts (z. B. ORF)
  - Körperschaft des öffentlichen Rechts (z. B. Bund, Länder, Gemeinden)

- Nichtrechtsfähige Gebilde (Beispiele)
  - Personenvereinigungen
  - Nicht rechtsfähige Vereine (Nicht im Vereinsregister eingetragen, aber wie Vereine organisiert und fortbestehend)
  - Belegschaften von Unternehmen (etwa betriebene Werksküche oder Personalvertretung, aber kein Betriebsratfonds)

Diese Gebilde können als Körperschaftsteuersubjekte in Betracht kommen.

##### Frankreich
In Frankreich gibt es folgende Rechtsformen:
- Personengesellschaften:
  - Microentreprise (Kleinunternehmerstatus für Einzelpersonen)
  - Société civile (SC) – Personengesellschaft
  - Société civile immobilière (SCI) – Immobilienbesitz-Gesellschaft (aus steuerlichen Gründen häufiger Spezialfall einer SC)
  - Société en nom collectif (SNC) – Handelsgesellschaft
  - Société civile professionelle (SCP) – Partnerschaft (für freie Berufe)

- Kapitalgesellschaften:
  - Société anonyme (SA) – Aktiengesellschaft
  - Société par actions simplifiée (SAS) – vereinfachte Aktiengesellschaft (nicht börsenfähig)
  - Société à responsabilité limitée (Sàrl) – Gesellschaft mit beschränkter Haftung
  - Entreprise unipersonnelle à responsabilité limitée (EURL) – Einpersonen-Gesellschaft mit beschränkter Haftung („Einmann-GmbH“)

- Société en Commandite par Actions (S.C.A.), das französische Pendant zur deutschen Kommanditgesellschaft auf Aktien (KGaA)

##### Spanien
In Spanien gibt es folgende Rechtsformen:
- Die Entsprechung zur Aktiengesellschaft heißt „Sociedad Anónima“ (S.A.) Mindestkapital 60.000 Euro.
- Das spanische Pendant zur Gesellschaft mit beschränkter Haftung (GmbH) heißt „Sociedad Limitada“ (S.L.). Mindestkapital 3.000 Euro
- Die spanische(GbR) Gesellschaft bürgerlichen Rechts wird „Sociedad Civil“ genannt.
- Ein Einzelunternehmer firmiert unter „Empresario individual“.

##### Italien
In Italien gibt es folgende Rechtsformen:
- Die verbreitetste Unternehmensform in Italien ist wahrscheinlich die Gesellschaft mit beschränkter Haftung (GmbH), italienisch società a responsabilità limitata (srl). Die Gründung erfolgt vor einem Notar, das Mindestkapital beträgt dabei 10.000 Euro.
- Weitere Unternehmensformen können die offene Handelsgesellschaft (OHG), italienisch società in nome collettivo (snc) oder die Kommanditgesellschaft (KG), italienisch società in accomandita semplice (sas) sein.
- Einzelunternehmen (ditta individuale) bezeichnet jene Unternehmensform, welche typischerweise von einem Kaufmann, Handwerker, Landwirt oder Freiberufler ausgeübt wird.[12]

##### Litauen
In Litauen gibt es folgende Rechtsformen:
- Personengesellschaften:
  - Ūkinė bendrija (ŪB) – Handelsgesellschaft

- Kapitalgesellschaften:
  - Akcinė bendrovė (AB) – Aktiengesellschaft
  - Uždaroji akcinė bendrovė (UAB) – geschlossene Aktiengesellschaft (nicht börsenfähig)
  - Žemės ūkio bendrovė (ŽŪB) – landwirtschaftliches Unternehmen

##### Vereinigtes Königreich
In Großbritannien gibt es folgende Rechtsformen:
- Personengesellschaften:
  - General Partnership – Handelsgesellschaft
  - Limited Partnership, ähnlich der deutschen Kommanditgesellschaft
  - Limited Liability Partnership – Kommanditgesellschaft ohne Komplementär (Außerhalb der angelsächsischen Welt unbekannt)

- Kapitalgesellschaften:
  - Public limited company (p.l.c.) – Aktiengesellschaft
  - Private company limited by shares (Ltd.) – Gesellschaft mit beschränkter Haftung

#### Russland
In Russland gibt es folgende Rechtsformen: Zum 1. September 2014 wurden die OAO und SAO abgeschafft.
| Rechtsform    | Obschtschestwo s ogranitschennoi otwetstwennostju | Otkrytoje akzionernoje obschtschestwo | Sakrytoje akzionernoje obschtschestwo                                                   | Publitschnoje Akzionernoje Obschtschestwo                                  | Nepublitschnoje akzionernoje obschtschestwo |
| Russisch      | Общество с ограниченной ответственностью          | Открытое акционерное общество         | Закрытое акционерное общество                                                           | Публичное акционерное общество                                             | Непубличное акционерное общество            |
| Abkürzung     | OOO                                               | OAO                                   | SAO                                                                                     | PAO                                                                        | NAO                                         |
| Entsprechung  | dt. Gesellschaft mit beschränkter Haftung         | dt. Offene Aktiengesellschaft         | dt. Geschlossene Aktiengesellschaft engl. Closed Joint Stock Company (CJSC)             | dt. Öffentliche Aktiengesellschaft engl. Public Joint Stock Company (PJSC) | dt. Nichtöffentliche Aktiengesellschaft     |
| Eigenschaften |                                                   | (abgeschafft)                         | weniger als 50 Aktionäre, hat in ihrer Bedeutung Ähnlichkeit mit der GmbH (abgeschafft) |                                                                            |                                             |

#### Schweiz
In der Schweiz gibt es im Privatrecht folgende Rechtsformen:
- Einzelunternehmen

- Personengesellschaften:
  - einfache Gesellschaft (Art. 530 ff. OR)
  - Kollektivgesellschaft (Art. 552 ff. OR)
  - Kommanditgesellschaft (Art. 594 ff. OR)

- Kapitalgesellschaften:
  - Aktiengesellschaft (Art. 620 ff. OR)
  - Kommanditaktiengesellschaft (Art. 764 ff. OR)
  - Gesellschaft mit beschränkter Haftung (Art. 772 ff. OR)
  - Investmentgesellschaft für Kollektive Kapitalanlagen (Art. 36 KAG)

- Übrige:
  - Genossenschaft (Art. 828 ff. OR)
  - Verein (Art. 60 ff. ZGB)
  - Stiftung (Art. 80 ff. ZGB)

### Asien

#### China
In China gibt es, wie in Deutschland, eine generelle Trennung zwischen Personengesellschaften wie zum Beispiel dem Gewöhnlichen Partnerschaftsunternehmen und Kapitalgesellschaften. Seit über 20 Jahren ist Equity Joint Venture der am weitesten verbreitete Typ ausländischer Investments in China. Equity Joint Ventures sind Kapitalgesellschaften, die der Rechtsform nach einer deutschen GmbH gleichen. Mindestens ein chinesischer und ein ausländischer Partner bringen finanzielle, materielle oder immaterielle Mittel in das Gemeinschaftsunternehmen ein. Die Gesellschaft muss zudem ein festgelegtes, behördlicherseits zu genehmigendes gemeinsames Unternehmensziel verfolgen. Im Gegensatz zu der mit deutlich weniger Kapitaleinsatz verbundenen Representative-Office-Variante hat ein Equity Joint Venture mehr Rechte. So darf das Unternehmen Landnutzungsrechte kaufen, unabhängig chinesisches Personal anstellen, Gebäude bauen usw.

#### Japan
In Japan existiert neben der Kabushiki kaisha (Aktiengesellschaft), der Gōdō kaisha (Hybridgesellschaft), der Yūgen Sekinin Jigyō Kumiai (japanische Version einer Limited Liability Partnership) und der Gōshi-gaisha (Kommanditgesellschaft) noch die Sōgo-gaisha (Gesellschaft auf Gegenseitigkeit) für Versicherungsunternehmen. Die Yūgen-gaisha, die 1940 nach dem Vorbild der deutschen GmbH geschaffen wurde, können seit 2006 nicht mehr gegründet werden. Auf bestehende GmbHs werden die Regelungen bezüglich Aktiengesellschaften angewendet.

### Afrika

#### Südafrika
Der Companies Act von 1973 sieht in Südafrika die Share Capital-Rechtsformen der Public Company (Ltd.) und der Private Company (PTY) Ltd. (mit bis zu 50 Aktionären), bei denen nur das Gesellschaftsvermögen haftet, und alle übrigen Gesellschaftsformen mit vollhaftenden Gesellschaftern (Close Corporation, CC), Partnership und Trust vor.

#### Namibia
In Namibia gibt es im Unternehmensrecht (englisch Companies Act von 1973, 2004 und 2007) grundsätzlich die Unterscheidung nach öffentlichen (public) und privaten (private) Unternehmen:
- Privat
  - Proprietary Limited (PTY Ltd.)
  - Zudem gibt es nach dem Close Corporation-Recht (englisch Close Corporations Act von 1988) die in Namibia und Südafrika verbreitete Sonderrechtsform der Close Corporation (CC).
- Öffentlich
  - Limited (Ltd.)
  - Non-Governmental Organisation (NGO)
  - Verband ohne Gewinnabsicht (Association not for Gain)

Anderen Rechtsgebieten unterliegen die folgenden Unternehmungen:
- Genossenschaft (Co-operative)
- Stiftung (Foundation)

### Amerika

#### Vereinigte Staaten
siehe Gesellschaftsrecht der Vereinigten Staaten

## Internationaler Rechtsformvergleich
Wichtige deutsche Rechtsformen der OHG, KG, GmbH und AG lassen sich in ihren Grundstrukturen mit internationalen Rechtsformen vergleichen.
| Rechtsform in Deutschland | OHG                                                     | KG                                                    | GmbH                                                             | AG                                     |
| ------------------------- | ------------------------------------------------------- | ----------------------------------------------------- | ---------------------------------------------------------------- | -------------------------------------- |
| Liechtenstein             | Kollektivgesellschaft/Offene Gesellschaft               | KG                                                    | GmbH/Ges.m.b.H.                                                  | AG                                     |
| Österreich                | OG                                                      | KG                                                    | GesmbH/GmbH                                                      | AG                                     |
| Schweiz                   | Kollektivgesellschaft (KLG)                             | KMG                                                   | GmbH                                                             | AG                                     |
| Frankreich                | Société en Nom Collectif (SNC)                          | Société en Commandite Simple (SCS)                    | Société à Responsibilité Limitée (SARL)                          | Société Anonyme (SA)                   |
| Niederlande               | Vennootschap onder firma (VOF)                          | Commanditaire Vennootschap (CV)                       | Besloten Vennootschap met beperkte Aansprakelijkheit (BV)        | Naamloze Vennootschap (NV)             |
| Italien                   | Società in Nome Collettivo (s.n.c.)                     | Società in Acommandita Semplice (s.a.s.)              | Società a Respondabilità Limitata (s.r.l.)                       | Società per Azioni (S.p.A.)            |
| Spanien                   | Sociedad Regular Colectiva (S.R.C.)                     | Sociedad Comanditaria (S.C.)                          | Sociedad de Responsabilidad Limitada (S.R.L.)                    | Sociedad Anonima (S.A.)                |
| Portugal                  | Sociedade em nome colectivo (S.N.C.)                    | Sociedade em comandita (S.C.)                         | Sociedade por quotas de responsibilidade limitada (S.R.L./Ltda.) | Sociedade anónima (S.A.)               |
| Großbritannien            | Partnership                                             | Limited Partnership (Ltd.)                            | Private Company Limited By Shares (Ltd.)                         | Public Company Limited By Shares (plc) |
| Schweden                  | Handelsbolag (HB)                                       | Kommanditbolag (KB)                                   | eine GmbH gibt es nicht                                          | Aktiebolag (AB)                        |
| Vereinigte Staaten        | General Partnership (GP)                                | Limited Partnership (LP)                              | Limited Liability Company (LLC)                                  | Corporation (Corp., Inc.)              |
| Volksrepublik China       | (Gewöhnliches) Partnerschaftsunternehmen (普通合伙企业) | Beschränktes Partnerschaftsunternehmen (有限合伙企业) | GmbH (有限责任公司)                                              | AG (股份有限公司)                      |